# Governació d'Oriola
La governació d'Oriola, també coneguda en època foral com governació dellà Xixona, era una de les dues demarcacions administratives en les quals es dividia l'antic Regne de València. El primer governador d'Oriola va ser el que havia estat el darrer governador de Múrcia, Pere de Montagut.
La procuració d'Oriola va ser creada el 1304 després de la incorporació definitiva de la zona nord del Regne de Múrcia a la Corona d'Aragó per Jaume el Just després de la Sentència Arbitral de Torrellas i comprenia les actuals comarques del Baix Segura, el Baix Vinalopó, l'Alacantí, les Valls del Vinalopó, el Vinalopó Mitjà i Elda i Salines d'Elda de l'Alt Vinalopó, la resta d'aquesta comarca va quedar sota sobirania de la Corona de Castella, amb el seu límit nord situat sobre el riu Montnegre o de Xixona, límit de l'antiga Governació de Xàtiva que era l'administració foral situada més al sud en aquell moment del Regne de València. El 1366 la procuració esdevingué Governació.

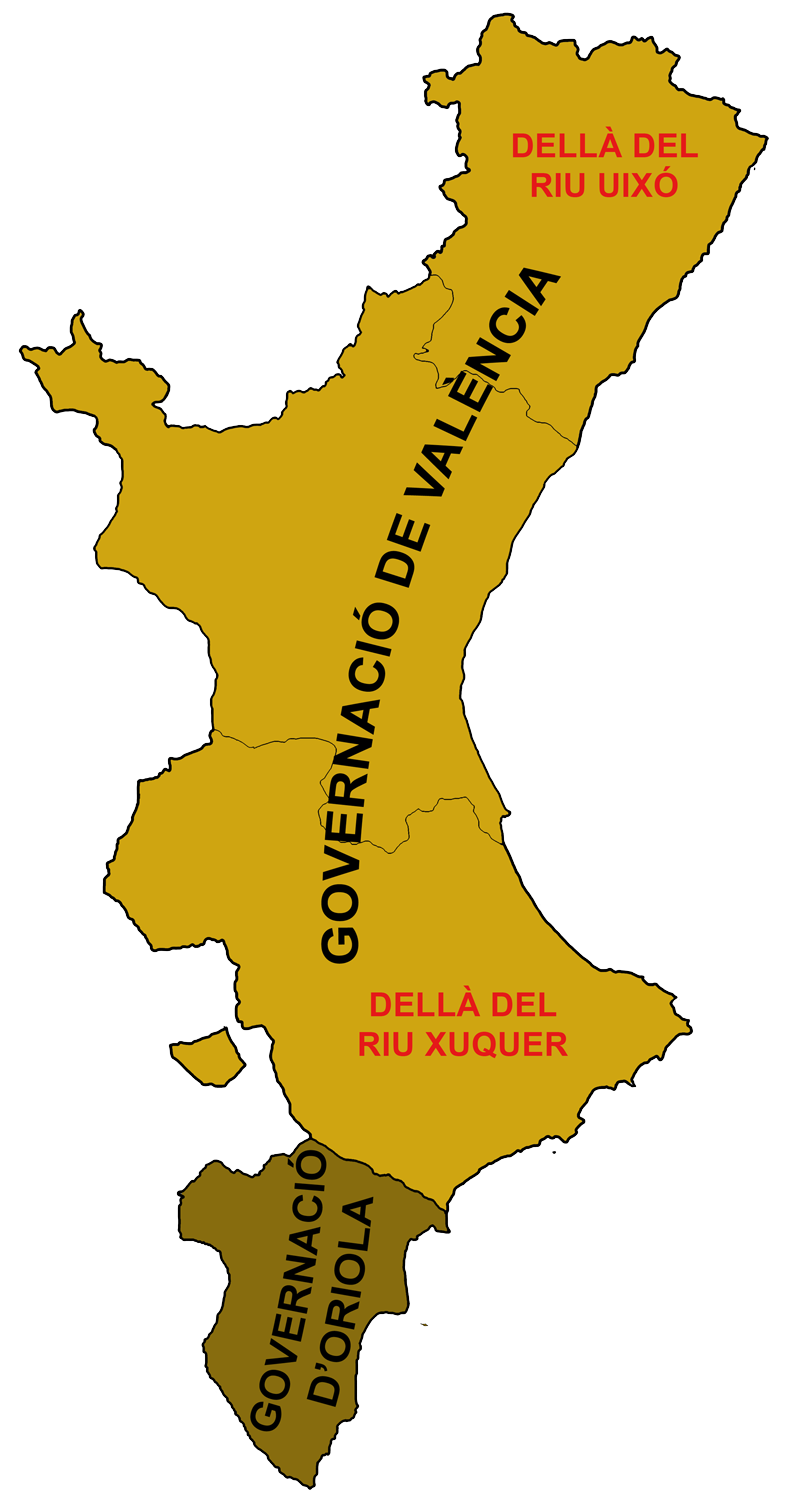
Les governacions del Regne de València

S'establí en 1315 en la governació la prohibició als musulmans d'acollir musulmans estrangers, i la responsabilitat col·lectiva dels sarraïns per les morts o captures (crim de collera) de cristians a Petrer, Elda, Novelda, Asp, Xinosa, Monòver, Crevillent o Favanella, de manera que els naturals del lloc on hagués succeït havien de reparar el dany, per mirar d'evitar la col·laboració amb els granadins.
La capital de la governació va ser Oriola des de l'inici i durant segles, però l'ascens de la ciutat d'Alacant durant el segle XVII, gràcies en part al port que suposava l'eixida dels productes de Castella per aquest, sobretot la llana, va fer que, des de 1647, Alacant fóra la capital de la batllia general de la governació.